# Lycorea fasciata
Lycorea fasciata är en fjärilsart som beskrevs av Richard Haensch 1909. Lycorea fasciata ingår i släktet Lycorea och familjen praktfjärilar. Inga underarter finns listade i Catalogue of Life.